# Pálháza
Pálháza (szlovákul: Palház) kisváros Borsod-Abaúj-Zemplén vármegye Sátoraljaújhelyi járásában, a Hegyközben. Miskolctól 87 kilométerre északkeletre található. Állandó lakosai száma szerint Magyarország legkisebb városa, továbbá a megye és Észak-Magyarország legkisebb közigazgatási területű városa.

## Története
| Főbb közigazgatás-történeti adatok 1900 óta | Főbb közigazgatás-történeti adatok 1900 óta                                     |
| ------------------------------------------- | ------------------------------------------------------------------------------- |
| Rangja                                      |                                                                                 |
| 1950-ig                                     | kisközség, körjegyzőségi székhely                                               |
| 1950–1966                                   | önálló tanácsú község                                                           |
| 1966–1971                                   | községi közös tanács székhelye                                                  |
| 1971–1990                                   | nagyközségi közös tanács székhelye                                              |
| 1990–2005                                   | nagyközség                                                                      |
| 2005 óta                                    | város                                                                           |
| Társközségei                                |                                                                                 |
| 1966–1990                                   | Filkeháza, Füzérkajata, Füzérradvány, Kishuta, Kovácsvágás, Nagyhuta, Vágáshuta |
| Területi beosztása                          |                                                                                 |
| 1921-ig                                     | Abaúj-Torna vármegye, Füzéri járás                                              |
| 1921-1945                                   | Abaúj-Torna vármegye, Gönci járás                                               |
| 1945-1950                                   | Abaúj vármegye, Gönci járás                                                     |
| 1950–1983                                   | Borsod-Abaúj-Zemplén megye, Sátoraljaújhelyi járás                              |
| 1984–1990                                   | Borsod-Abaúj-Zemplén megye, Sátoraljaújhelyi városkörnyék                       |
| 1990–2022                                   | Borsod-Abaúj-Zemplén megye                                                      |
| 1994–2014                                   | Borsod-Abaúj-Zemplén megye, Sátoraljaújhelyi kistérség                          |
| 2013–2022                                   | Borsod-Abaúj-Zemplén megye, Sátoraljaújhelyi járás                              |
| 2023–                                       | Borsod-Abaúj-Zemplén vármegye, Sátoraljaújhelyi járás                           |

A terület az őskor óta lakott. A település az 1320-as években jött létre a füzéri uradalom részeként. Először egy 1389-es adománylevélben említik.
A husziták, majd a törökök is feldúlták, többször elpusztult. 1711-ben pestisjárványban halt ki a lakosság, legközelebb 1786-ban említik. 1875-ben épült meg a fűrészmalom, a mai fűrészüzem elődje, majd a kisvasút (Magyarország első erdei vasútja.)
1914-től rendszeresen megrendezik az országos állat- és kirakodóvásárt.
A trianoni békeszerződés után a település az országhatár közelébe került. A nagy gazdasági világválság és a második világháború után újra fejlődésnek indult a község. 1958-ban a porcelán előállításának alapanyagául szolgáló kaolin kitermelésére bányát nyitottak, amellyel a közelmúltig ellátták a Hollóháza községben működő porcelángyárat. Ezekben az évtizedekben sokat fejlődött a település és az infrastruktúra.
1980-ban a tiltakozás ellenére felszámolták a bodrogköz-hegyközi kisvasúthálózatot, ezzel a település elvesztette vasúti kapcsolatát Sátoraljaújhellyel és több környező településsel. A Hegyközi Kisvasúthoz korábban csatlakozó erdei vasutat azonban nem bontották el, azt 1989-től fokozatosan felújították, és ma is üzemel Pálházi Állami Erdei Vasút néven.
2005-ben városi rangra emelték, ezzel az ország legkisebb népességű, és legészakibb fekvésű városa lett.

## Közlekedés

### Közúti közlekedés
Pálháza közúton a 3719-es úton közelíthető meg a legegyszerűbben, Sátoraljaújhely vagy Kéked-Hollóháza irányából. A település központjában torkollik bele a 3719-es útba a 3708-as út Hidasnémeti-Telkibánya felől, továbbá itt ágazik ki a 37 125-ös számú mellékút Kishuta, a 37 126-os számú mellékút Füzérradvány, a 37 127-es számú mellékút pedig Kovácsvágás-Vágáshuta felé.
A települést rendszeres autóbuszjáratok kötik össze Sátoraljaújhellyel, Hollóházával és Gönccel.

### Vasúti közlekedés
A települést normál nyomtávú vasútvonal soha nem érintette, ám az itt élők legfőbb közlekedési eszköze mégis egy vasút, konkrétan a Hegyközi Kisvasút volt, melynek vonala 1924-ben érte el Pálházát. Bár a kisvasutak ma már a turizmus részét képezik, a 760 milliméter nyomtávú vasútvonal legfőbb feladata, hasonlóan a Nyírvidéki Kisvasúthoz (mely 1945-ig, a balsai Tisza-híd felrobbantásáig egy hálózatot alkotott a hegyközivel) a személy-, illetve teherszállítás volt.
A település azonban nem csak ezzel a kisvasúttal rendelkezett. 1888-ban, elsőként az országban, lóvontatású erdei vasutat (PÁEV) hozott létre gróf Károlyi István, az itteni erdőkben kitermelt faanyag szállításának megkönnyítése céljából. Az erdei vasút eredetileg 700 milliméteres nyomtávval épült, ám ez nehézkes átrakást jelentett Pálháza-Ipartelepen, ahol a vonal egy ettől eltérő nyomtávú vasúthoz csatlakozott. Ez a helyzet csak az államosítás után, 1947-ben változott, amikor az erdei vasutat is (a csatlakozó vonal nyomtávjának megfelelően) 760 milliméteresre építették át. Bár ettől kezdve a két vonal átjárható lett, a MÁV-tulajdonú Hegyközi Kisvasút és az erdőgazdaság által üzemeltetett PÁEV – mint később kiderült, a vonal szerencséjére – soha sem alkotott egy egységet. A turisztikai jellegű személyforgalom 1958-ban indulhatott meg Pálháza-Ipartelep és Kőkapu között.
Az 1968-as közlekedéspolitikai koncepció a magyarországi gazdasági vasutak és közforgalmú kisvasutak felszámolását, forgalmuk közútra terelését írta elő. Ennek megfelelően a Hegyközi Kisvasút is felkerült a halállistára, története pedig 1980. november 29-én véget ért. A síneket villámgyorsan felszedték, hogy a forgalom visszaállításának esélyt se adhassanak.
Az erdőgazdaság a PÁEV esetében – bár belátta, hogy a teherszállítás a vonalon nem folytatódhat – „csupán” üzemszünetet rendelt el, amit csak kilenc évvel később, 1989-ben oldották fel. A pályát és a járműparkot felújították, új kocsik érkeztek. Már a következő évben, 1990-ben meghosszabbodott a vasút, a régi nyomvonalat a rostallói kulcsosházig építették vissza. 1996-ban a Hegyközi Kisvasút egy szeletét is újraélesztették, amikor a település szélén, kieső helyen lévő Pálháza-Iparteleptől az egykori Pálháza megállóhelyig visszaépítették a kisvasúti pályát.
A kisvasút ma csak turisztikai célú személyszállítást végez, éves forgalma kb. 40 ezer utas.

## Közélete

### Polgármesterei
- 1990–1994: Palágyi Ernő (független)[5]
- 1994–1998: Lesovics Losso Miklós (független)[6]
- 1998–2002: Lesovics Lossó Miklós (független)[7]
- 2002–2004: Lesovics Lossó Miklós (Zempléni Településszövetség)[8]
- 2004–2006: Moravszki Zsolt (független)[9]
- 2006–2010: Lesovics Lossó Miklós (független)[10]
- 2010–2011: Moravszki Zsolt (független)[11]
- 2012–2014: Lesovics Lossó Miklós (független)[12]
- 2014–2019: Szebeni Endre (független)[13]
- 2019–2024: Szebeni Endre (független)[14]
- 2024– : Betónia Béla (független)[1]

A településen 2004. július 25-én időközi polgármester-választást tartottak, az előző polgármester lemondása miatt. A posztért aránylag sok, öt jelölt indult, de a győztes egymaga is majdnem meg tudta szerezni a szavazatok abszolút többségét, 47,83 %-os eredményével.
2012. január 15-én újabb időközi polgármester-választást tartottak, aminek oka ezúttal is az addigi polgármester lemondása volt. A leköszönt városvezető – nem meglepő módon – nem indult el a választáson, az elődje viszont igen, és így vissza is szerezte korábbi pozícióját.

## Népesség
A település népességének változása:
| Lakosok száma | 1075 | 1060 | 1060 | 1000 | 977  | 945  | 935  |
|               | 2013 | 2014 | 2015 | 2021 | 2022 | 2023 | 2024 |

A 2001-es népszámlálás adatai szerint a településnek szlovák kisebbségi és magyar lakossága volt.
Pálháza lakossága 1949-ben 735 főt tett ki, amely szám az 1950-es és 60-as években viszonylag változatlan maradt. 1970-ben 764 lakosa volt a településnek, innentől kezdve növekedésnek indult. 1990-re érte el a csúcspontját 1124 lakossal, majd onnantól kezdve folyamatos csökkenés figyelhető meg.
A 2011-es népszámlálás során a lakosok 89,1%-a magyarnak, 0,3% németnek, 3% ruszinnak, 5,7% szlováknak, 0,3% szlovénnek mondta magát (10,8% nem nyilatkozott; a kettős identitások miatt a végösszeg nagyobb lehet 100%-nál). A vallási megoszlás a következő volt: római katolikus 40,7%, református 28,6%, görögkatolikus 13,1%, felekezeten kívüli 1,7% (15,6% nem nyilatkozott).
2022-ben a lakosság 91,7%-a vallotta magát magyarnak, 6,9% szlováknak, 1,8% ruszinnak, 0,3% németnek, 0,2% románnak, 0,1% ukránnak, 2,4% egyéb, nem hazai nemzetiségűnek (7,7% nem nyilatkozott; a kettős identitások miatt a végösszeg nagyobb lehet 100%-nál). Vallásuk szerint 34% volt római katolikus, 26,3% református, 10,4% görög katolikus, 0,6% egyéb keresztény, 0,2% evangélikus, 0,1% ortodox, 2,5% felekezeten kívüli (25,6% nem válaszolt).

## Nevezetességei
- Pálházi Állami Erdei Vasút
- Pálházi perlitbánya
- Perlit Múzeum
- Pálházi Vízimalom
- Szent Pál apostol római katolikus templom
- Erdészeti, vadászati és természetvédelmi kiállítás

## Szomszédos települések
Bózsva (3 km), Filkeháza (2 km), Füzérradvány (2 km), Kishuta (7 km), Kemencepatak (9 km)